# A1高速公路 (塞爾維亞)
A1高速公路，是塞爾維亞一條高速公路，縱貫全國，北起接壤匈牙利邊境的霍爾戈什，中經蘇博蒂察、諾維薩德、首都貝爾格萊德和尼什，南至北馬其頓共和國邊境上的普雷舍沃。
公路貝爾格萊德至尼什段始建於1977年。2012年延伸至匈牙利邊境。南段預計於2018年底完工。
公路是歐洲E75公路的一部份。